# زراعة الرحم
زراعة الرحم هي عملية جراحية حيث يتم زرع رحم سليم إلى مريضة يكون الرحم الخاص بها غير موجود أو به مرض. كجزء من التكاثر الجنسي في الثدييات، عدم وجود الرحم أو أن يكون به مرض لا يسمح للمريضة بأن تحمل جنينا، مما يؤدي إلى العقم (العقم عند المرأة).(زرع الرحم هو العلاج المحتمل لهذا النوع من العقم)

## التاريخ

### دراسات
نشرت إميل كناور في عام 1896، وهي نمساوية تبلغ من العمر 29 عاما تعمل في إحدى عيادات فيينا النسائية، أول دراسة عن زرع المبيض وتم تجربة تلك الدراسة على أرنب. أدت هذه الدراسة إلى عمليات زرع الرحم في عام 1918. في عامي 1964 و 1966، كان إراسلان، هامرنيك وهاردي، في مركز ميسيسيبي الطبي في جاكسون، أول من قاموا بعملية زراعة ذاتية للحيوانات (الكلب) وقد حصل حمل بالفعل في هذا الرحم المزروع.. في عام 2010، أظهرت دياز غارسيا وزملاؤها في قسم أمراض النساء والتوليد ب جامعة غوتنبرغ في السويد أول عملية زرع رحم ناجحة في العالم، في فئران، مع ذرية صحية..

### حالات ملحوظة

#### عمليات زرع
في عام 1931 في ألمانيا، توفيت ليلي إلب، وهي امرأة متحولة جنسيا دانمركية، بسبب رفض الأعضاء بعد ثلاثة أشهر من تلقي أول عملية زرع الرحم في العالم. ومع توافر الإخصاب في المختبر في عام 1978، تم تأجيل بحوث زرع الرحم.
في المملكة العربية السعودية في عام 2000، قامت الدكتورة وفاء فاجي بعملية زرع رحم، من مريضة اُستئصل رحمها وكانت 46 عاما إلى متلقية تبلغ من العمر 26 عام من قاموا بزرع رحم كانو يعانون من نزف بعد الولادة. عمل الرحم المزروع فقط لمدة 99 يوما، ولكن في نهاية المطاف هناك حاجة إلى إزالة الرحم بعد فشلة بسبب تخثر الدم. داخل المجتمع الطبي كان هناك بعض الجدل حول ما إذا كان اعتبار عملية الزرع حقا كانت ناجحة. بعد عملية الزرع، كانت المريضة تعاني من اثنين من دورة الطمث العفوية، تليها انقطاع الحيض. أثار هذا الإجراء بعض المخاوف الأخلاقية، والتي تم تناولها في الأدب..
في تركيا، في 9 أغسطس 2011، أجرى فريق من الأطباء في مستشفى أكدينيز الجامعي في أنطاليا أول عملية زرع رحم في العالم من أحد المتبرعين المتوفين. كانت المرأة التركية دريا سيرت البالغة من العمر 21 عاما والتي ولدت دون رحم هي أول سيدة في التاريخ تحصل على رحم من متبرعة متوفية. وكانت العملية التي قام بها الدكتور Ömer أوزكان والدكتور منير إرمان عكار وفريقهم أول جراحة زرع رحم في العالم، واتضح أن السيدة سيرت كان حدث لها ستة فترات حيض بعد الجراحة وويقال أن الرحم كان يعمل بشكل كامل. إلا أن الفريق الطبي التركي الذي أجرى الجراحة الدقيقة ما زال حذرا بأن يعلن بنجاح العملية نجاحا كاملا. وقال اوزكان «ان الجراحة كانت ناجحة، لكننا سننجح بالفعل عندما يكون لها طفلها». «في الوقت الراهن، نحن سعداء بأن الأنسجة تعيش».. في 12 أبريل 2013، أعلنت جامعة أكدنيز أن دريا سيرت كانت حاملا. كما أضاف البيان الذي أدلى به المستشفى الجامعي أن السيدة سيرت سوف تلد من قبل القسم C لمنع أي تعقيدات. وفي 14 أيار / مايو 2013، أعلن أن السيدة سيرت أنهت حملها في الأسبوع الثامن بعد إجراء فحص روتيني حيث فشل الأطباء في الكشف عن نبضات قلب الجنين.
في السويد في عام 2012، تم إجراء أول عملية لزرع الرحم من الأم إلى ابنتها. من قبل أطباء سويديين في مستشفى جامعة سالغرنسكا في جامعة جوتنبرج بقيادة ماتس برانستروم..
أجريت أول عملية زرع رحم في الولايات المتحدة في 24 فبراير 2016 في عيادة كليفلاند. فشلت عملية الزرع بسبب المضاعفات في 8 مارس وتم إزالة الرحم.. في نيسان / أبريل تم الكشف عن أن عدوى الخميرة من قبل المبيضات تسببت في الأضرار التي لحقت بالشريان المحلي وبالتالي لزم ازالته.

#### نجاح الحمل الأول
وفي تشرين الأول / أكتوبر 2014، أعلن أنه لأول مرة، ولد طفل سليم لمتلقية زرعت رحم، في مكان لم يكشف عنه في السويد. وذكرت المجلة الطبية البريطانية ذا لانسيت أن الطفل ولد في سبتمبر، ووزنه 1.8 كجم (3.9 رطل)، وأن الأب قال إن ابنه كان «مذهلا». وقد تم ولادة الطفل في حوالي 32 أسبوعا، عن طريق العملية القيصرية، بعد أن وضعت الأم مقدمات الارتعاج. كانت المرأة السويدية، البالغة من العمر 36 عاما، قد تلقت الرحم في عام 2013، من مانحة حية تبلغ من العمر 61 عاما، في عملية برئاسة الدكتور برانستروم، أستاذ أمراض النساء والتوليد في جامعة غوتنبرغ.
كانت للمرأة مبايض صحية ولكن ولدت دون رحم، وهي الحالة التي تؤثر على واحدة من أصل 4500 امرأة. اُستخدم هذا الإجراء لتكوين الجنين في المختبر، تم إنشاؤه باستخدام بيضة المرأة والحيوان المنوي لزوجها، ثم تم زرعها في الرحم المزروع. قد يكون الرحم قد تضرر أثناء الولادة القيصرية وقد يكون غير مناسب للحمل في المستقبل. واُستخدم نظام لقمع المناعية من الثلاثي تاكروليموس، الآزوثيوبرين، والكورتيكوستيرويدات. وقد وقعت ثلاث حالات رفض خفيفة، واحدة خلال فترة الحمل، ولكن تم حل المشكلة بنجاح مع الدواء. وأفيد أيضا أن بعض النساء الأخريات حوامل في ذلك الوقت باستخدام الرحم المزروع. وقالت الأم التي لم تكشف عن اسمها، والتي تلقت رحم تبرع به أحد الأصدقاء، إنها تأمل في تحسين العلاج لمساعدة الآخرين في المستقبل..
ويهدف هذا الزرع ليكون مؤقتا - تخضع المتلقية لعملية استئصال الرحم بعد واحد أو اثنين من حالات الحمل الناجحة. وهذا لتجنب الحاجة لها أن تأخذ الأدوية المثبطة للمناعة مدى الحياة مع ما يترتب على ذلك من زيادة خطر العدوى.
وقد تم تقييم مشروع بحث زرع الرحم في جامعة غوتنبرغ، الذي بدأ في عام 1999، في أكثر من 40 مقالة علمية.. ولا يزال الإجراء هو الملاذ الأخير - فهو مكلف ولا يحتمل أن يغطيه التأمين، وبخلاف الأساليب الأخرى للمساعدة في الخصوبة والعلاج، فإن هذا الإجراء هو إجراء جديد نسبيا إلى حد ما يُجريه بعض الجراحين المتخصصين في مراكز مختارة فقط، والمخاطر المصاحبة لعملية زرع الأعضاء الغازية نسبيا، بما في ذلك العدوى ورفض الجهاز. بعض المتخصصين في الأخلاقيات يعتبرون المخاطر التي يتعرض لها المتبرع الحي، بدلا من المتبرع بعد الوفاة، كبيرة جدا، والبعض الآخر يجد الإجراء بأكمله مشكوك فيه أخلاقيا، خاصة وأن عملية الزرع ليست إجراء لإنقاذ الحياة..

## وصف

### الإجراءات
يبدأ زرع الرحم بجراحة الحصول على الرحم من المتبرعة. تقنيات العمل موجودة للحيوانات، بما في ذلك الرئيسيات والبشر مؤخرا. قد تحتاج إلى تخزين الرحم، على سبيل المثال نقل الرحم إلى موقع المتلقي. وتشير الدراسات التي أجريت على نقص التروية البارد / إيبيرفوسيون إلى يحدث فقر دم للرحم لمدة لا تزيد عن 24 ساعة. .
يجب على المستلمة أن تُجري ثلاث عمليات جراحية رئيسية محتملة. أولا وقبل كل شيء، هناك جراحة زرع. إذا تم حدوث حمل يتم إجراء العملية القيصرية. كما يتم التعامل مع المتلقية بالعلاج المناعي القمعي، في نهاية المطاف، بعد الانتهاء من الإنجاب، استئصال الرحم يحتاج إلى القيام به بحيث يمكن إنهاء العلاج المناعي القمعي.

## آداب المهنة

### معايير مونتريال
وبصرف النظر عن اعتبار تكاليف زرع الرحم ينطوي على قضايا أخلاقية معقدة. مبدأ الاستقلال الذاتي يدعم هذا الإجراء، في حين أن مبدأ عدم التضحية يحتج ضده. وفيما يتعلق بمبادئ الاستحقاق والعدالة، يبدو الإجراء مبهما. لمعالجة هذه المعضلة وضعت «معايير مونتريال للجدوى الأخلاقية لزرع الرحم» في جامعة ماكجيل ونشرت في الزراعة الدولية في عام 2012.. معايير مونتريال هي مجموعة من المعايير التي تعتبر ضرورية للتنفيذ الأخلاقي لعملية زرع الرحم لدى البشر. وقد عرضت هذه النتائج في المؤتمر العالمي ال 20 للاتحاد الدولي لطب النساء والتوليد في روما في أكتوبر / تشرين الأول 2012.  في عام 2013 تم نشر تحديث ل «معايير مونتريال من أجل الجدوى الأخلاقية لزرع الرحم» في الخصوبة والعقم، وقد اقترح كمعيار دولي لتنفيذ أخلاقي لهذا الإجراء.
تحدد المعايير والشروط للمتلقية والجهة المانحة وفريق الرعاية الصحية، وتحديدا:
1. المتلقية هي أنثى لا يوجد لديها موانع طبية للزرع، مع محاولة علاج الرحم الخاص بها أولا. وأن تكون مناسبة للأمومة، ومناسبة نفسيا، ومن المرجح أن تكون متوافقة مع العلاج، وواعية بمخاطر الإجراء.
2. المتبرعة هي أنثى في سن الإنجاب دون أي موانع لهذا الإجراء الذي أنهى حملها وهي موافقة على التبرع بعد وفاتها. ويطلب عدم وجود إكراه وتكون المانحة سليمة من الناحية العقلية وتكون قادرة على اتخاذ قرارت مستنيرة.
3. ينتمي فريق الرعاية الصحية إلى مؤسسة تفي بمعيار مور الثالث[44] بشأن الاستقرار المؤسسي وأن تقوم بتقديم موافقة مستنيرة لكلا الطرفين. ويطلب عدم وجود تضارب في المصالح، ويمكن حماية الهوية دون أن تتنازل المتلقية أو المانحة عن هذا الحق.